# Riola Sardo
Riola Sardo (sardinski: Arriòra) je grad i općina (comune) u pokrajini Oristanu u regiji Sardiniji, Italija. Nalazi se na nadmorskoj visini od 9 metara i ima 2 151 stanovnika.
 Prostire se na 48,11 km². Gustoća naseljenosti je 45 st/km².
Susjedne općine su: Baratili San Pietro, Cabras, Narbolia, Nurachi i San Vero Milis.